# Ваганьковское кладбище
Вага́ньковское кла́дбище — одно из самых обширных и известных московских кладбищ. Расположено в северо-западной части города на окраине Пресненского района Центрального административного округа на улице Сергея Макеева, 15. Занимает площадь 47,9 га.
Официально кладбище образовалось в 1771 году во время эпидемии чумы — умерших от болезни по приказу хоронили за городской чертой. Но кладбище появилось на этом месте на несколько лет раньше — в черте поселения государевых псарей.

## Этимология
Название кладбища произошло от названия села Ваганьково, а версии происхождения его наименования разнятся. Владимир Даль отмечал, что слово «ваганить» относится к вологодскому наречию и означает «забавлять, играть, шутить, баловаться». Это наиболее распространённое объяснение названия Ваганьковской слободы, в которой жили придворные шуты, скоморохи и гусляры.
Название также могло быть связано с урочищем: у притока Северной Двины было поселение воган или важан — жителей Важской области. Вогане завязали отношения с Новгородом в XI веке, а позже и с Москвой.
Другие возможные версии связаны с денежным налогом за взвешивание товара — ваганной. Ваганами называли выдолбленные из колоды корыта, из них малороссийские казаки ели кулеш. Также к названию могут относиться ваганты — братство странствующих студентов, существовавшее в XI—XIV веках в Западной Европе, вероятно, в данном случае это всего лишь фонетическое сходство.

## История

### Первые владельцы
В XIII—XIV веках на месте Российской государственной библиотеки находилось дворцовое село Ваганьково — селение царских потешников: от псарей и сокольников до музыкантов и скоморохов. Здесь горожане проводили кулачные бои, бились стенка на стенку, устраивали игрища и потехи. В память об этом между улицами Знаменка и Воздвиженка существует Староваганьковский переулок.
В конце XIV века эти земли принадлежали герою Куликовской битвы князю Владимиру Андреевичу Храброму. В 1410 году, после его смерти, земли передали митрополиту Фотию. Позднее территория частично перешла в царское и городское владение. В XV веке на территории села располагался загородный дом княгини Софьи Витовтовны.
Первое упоминание села Ваганьково относится к 1508 году. В Новгородской летописи оно указывается стоящим «на Козьем броде». Алевиз Фрязин в 1514 году возвёл в слободе каменный храм в честь Благовещения Пресвятой Богородицы с приделом Николая Чудотворца.

### Царские псарни
В конце XV века Иван III основал вблизи села Пса́ренный двор для разведения охотничьих собак. В мае 1628-го царь Михаил Фёдорович как набожный человек указом запретил гуляния — «эту языческую „безлепицу“». Патриарх Филарет установил наказание кнутом за борьбу и кулачные бои. В 1631 году Государеву псарню перевели из Кремля за речку Пресню: сначала в район нынешней Кудринской площади, затем — к Волкову переулку, а после уже на место нынешнего кладбища. Новое Ваганьково расположилось по Ваганьковской дороге (улица Красная Пресня и Звенигородское шоссе) — эта территория в настоящее время примыкает к кладбищу. Согласно уложению 1649 года, местность числилась городской выгонной землёй и предназначалась для выпаса скота. Поселение государевых псарей при псарне существовало с 1678 по 1695 год.
С Ваганьковым связаны начало и конец правления Василия Шуйского. В конце XVI века Шуйский устроил в окрестностях села Ваганьково загородную вотчину. А во время появления Лжедмитрия I Шуйский там же собрал войско для войны с поляками-интервентами.

### Организация кладбища
Кладбище на территории села появилось ещё в 1696-м, но официальная дата основания Ваганьковского кладбища на 75 лет позже. Эта местность указом Правительствующего cената от 24 марта 1771 года использовалась для погребения умерших от эпидемии чумы — для умерших от болезни выделялось 20 особых загородных участков, среди которых было и Ваганьковское кладбище. После чумного бунта указ московской духовной консистории от 6 октября 1771 года требовал хоронить умерших в отдалении от жилых мест и дорог в глубоких ямах. Первоначальные ряды кладбищ являлись братскими могилами. Умерших не отпевали, посетители на кладбища ходили редко из-за опасения заразиться чумой. На захоронениях устанавливали безымянные кресты.
По городам при церквах не хоронить, а отвезти особые кладбища за городом на выгонных местах, где способнее, и построить на оных на первый случай хотя небольшие деревянные церкви.Указ от 1 ноября 1771 года
Другим указом от 19 мая 1772 года Сенат потребовал открыть кладбища в удобных местах площадью от 100 до 300 саженей (не менее 110 и не более 330 метров). Изначально под кладбище в районе Ваганькова было отведено около 25,6 га.
В 1800 году генерал-губернатор Иван Салтыков издал распоряжение, по которому требовалось:

- Всем кладбищенским церквам быть в ведомстве гражданской полиции.
- Караулам и гробокопателям состоять в распоряжении обер-полицмейстера.
- К каждому кладбищу, какая часть назначена.
- Для сбора денежных средств избрать старосту из обывателей.
- За погребение с нижних чинов более 1 рубля не брать, за чем следить полицейским.
- Собранные деньги распределять следующим образом: 50 % — гробокопателям, 25 % — причту церкви, 25 % — на содержание кладбищенского храма.

В 1830 году в Москве прошла холерная эпидемия. Южнее Ваганьковского появилось небольшое кладбище для умерших от этой болезни, позже эта территория вошла в состав разросшегося Ваганьковского кладбища. В 1848 году места для могил разделили на семь разрядов: места ближе к церкви стоили дороже, а на седьмом разряде хоронили самых бедных и неизвестных, там же были захоронены жертвы Ходынской катастрофы 1896 года. Могила на первом участке стоила 200 рублей, на шестом участке — 50 копеек, а на седьмом обходилась бесплатно.

### Расширение Ваганькова
В 1885 году упразднили Камер-Коллежский вал, который служил таможенной границей Москвы, и за него были выведены все «чумные» захоронения. К 1887-му кладбище расширилось до 37,5 га. Изначально Ваганьково не считалось престижным, дворяне предпочитали некрополи при монастырях, но в XIX—XX веках это кладбище постепенно стало традиционным местом похорон творческой интеллигенции: художники Василий Суриков и Алексей Саврасов, учёный Климент Тимирязев и другие.
В декабре 1905 года тысячи московских рабочих-дружинников девять дней сражались против царских войск. Центром восстания стала Пресня. Для штурма баррикад использовали Семёновский гвардейский полк из Петербурга. Восставших расстреливали из пушек. Было убито более тысячи человек, большинство — работники Прохоровской мануфактуры. Многие из погибших похоронены в братской могиле на Тимирязевской аллее Ваганьково. Кладбище было переразбито на участки. Так, на первом участке у кладбищенской ограды находится братская могила железнодорожников Московского узла.
В 1906 году кладбище официально вошло в черту города. К 1917 году площадь кладбища составляла почти 50 га. В 1922 году по стране прошла кампания по изъятию церковных ценностей из храмов. Из Ваганьковского храма забрали около 340 килограммов золота и серебра.
В 1920—1930-х годах на нескольких кладбищах города, в том числе на Ваганьковском, тайно хоронили расстрелянных по политическим приговорам. Несмотря на борьбу с религией, на Ваганьковском кладбище продолжались похороны по православному обряду. Инспектировавший в феврале 1940 года Ваганьковское кладбище, где в сутки проводилось около 50 захоронений, отметил «очереди, создаваемые из-за церковных процессий».
В 1941—1942 годах на кладбище появились два братских захоронения: участников битвы за Москву и погибших при авиационных бомбардировках города. С расширением территории Москвы к 1960 году в черте города стали значиться кладбища бывших подмосковных городов и посёлков, а Ваганьковское оказалось самым крупным из городских.

## Постройки

### XVIII—XIX века
В 1771—1772 годах обустройство кладбищ поручили архитектору Василию Баженову, но выделили для работы минимальные суммы. В 1771 году на территории кладбища возвели деревянную церковь Иоанна Милостивого. Первые деревянные храмы оказались маленькими и простыми и за 14 лет полностью обветшали. Впоследствии на её месте поставили часовню. Сейчас на её месте находится ротонда.

#### Главный храм Ваганьковского кладбища
Летом 1819-го по инициативе купцов Болотновых начали строительство трёхпрестольной церкви в честь Воскресения Словущего. Над проектом храма работал архитектор Афанасий Григорьев, известный участием в воссоздании многих зданий Москвы после пожара 1812 года. Храм возводили с 1819 по 1824 годы. Главный престол освящён в честь праздника Воскресение словущее; Приделы в честь преподобного Феодор Сикеота, святителя Иоанна Милостивого, святителя Николая, мученицы Акилины.
В комплекс благоустройства некрополя входило также строительство храма, гостиницы и дорожки, устройство въездных ворот и обновление вала вокруг кладбища. В 1822-м при входе поставили комплекс построек в едином стиле с архитектурой храма, справа от ворот завершили строительство одноэтажной каменной гостиницы, а слева — каменного дом для трёх сторожей и двух казаков-охранников.
В 1839 году на кладбище построили новые здания, справа от гостиницы пристроили каменную часовню для размещения усопших перед их погребением. 10 июня 1839 года в доме слева от входа открыли богадельню для 24 престарелых женщин. В середине XIX века купчиха Александра Васильевна Мазурина пожертвовала 10 тысяч рублей на пристрой двух приделов к алтарю.
В середине XIX века у церкви появились восточный и юго-западный флигели, а также ограда с воротами. Этот архитектурный комплекс сохранился до нашего времени. В 1896 году храм капитально отремонтировали.

### XX век
В 1900—1902 годах полностью перестроили храм Святителя Николая на Трёх Горах. В 1916 году на месте часовни возвели церковь святого апостола Андрея Первозванного, которая действует до сих пор. В 1929 году церковь закрыли и вместо неё открыли детский дом. Главы храма и колокольню сломали. В 1977 году на месте ветхих церковных домиков возвели двухэтажный колумбарий.
В 1990 году здание детского дома забросили, в нём от старости обрушилась кровля. В 1991 году в каменном флигеле бывшей гостиницы, которая успела послужить зданием для церковно-приходской школы, оборудовали храм для крещения. В 1992 году началось восстановление из руин храма Святителя Николая на Трёх горах. Работы велись восемь лет и завершились 18 декабря 2000 года, когда храм был заново освящён.

## Современность
На кладбище сложно ориентироваться из-за его больших размеров: за 250 лет существования в нём похоронили 500 тысяч москвичей. На настоящий день сохранилась примерно пятая часть могил.
Современное кладбище разделено аллеями на 60 участков разного размера — Центральная, Липовая, Писательская, Саврасовская, Есенинская, Суриковская и другие, а также дорожками — Тропининская, Панинская, Прохоровская, архитектора Шехтеля, Верстовского и другие. Филиалом Ваганьковского является Армянское кладбище, которое находится напротив по улице Сергея Макеева.
На кладбище находится 259 объектов культурного наследия. Пресс-служба МВД России сообщала в 2014 году, что подрядчиками было похищено 14 млн рублей от общей суммы, выделенной на реставрацию кладбища по договору 2007 года с ГБУ «Ритуал». В 2017-м на кладбище отреставрировали шесть могил семейного захоронения архитектора Петра Скоморошенко, надгробие в виде часовни на могиле настоятеля Иоанна Приклонского, художественное надгробие на могиле зоолога и археолога Сергея Усова, семейное захоронение архитектора Фёдора Шехтеля и два безымянных надгробия в виде саркофагов на участках 21 и 14. На могиле архитектора Фёдора Шехтеля по архивным фотографиям и чертежам восстановлен памятник из песчаника, сильно пострадавший за 90 лет. Реставрация обошлась в 3 млн рублей. На ближайшее будущее запланирована реставрация более 100 надгробий.
На кладбище редки, но всё же имеются случаи вандализма. Так, на памятнике музыканту Марии Гореловой (4 уч.) срезаны металлические струны с арфы — элемента надгробного памятника, с могилы художника Н. М. Ромадина (23 уч.) украден бронзовый мольберт.
По данным «Мосленты», стоимость участка на Ваганьковском кладбище «может сравняться по стоимости с однокомнатной или даже двухкомнатной квартирой в Москве», поэтому попасть на него практически невозможно. Наиболее близкое по цене кладбище — Троекуровское — оценивается в 3 млн рублей за участок.
В 2009 году главный архитектор Москвы Александр Кузьмин предлагал присоединить к территории кладбища участок земли и организовать там парковку и ещё один вход: «Между третьим транспортным кольцом и кладбищем есть земля федерального значения, её можно использовать». Также он предлагал изменить статус кладбищ в генеральном плане развития города: из «зоны стабилизации» перевести в «зону развития».
В 2016 году на Ваганьковском кладбище были установлены новые указатели, а также информационные стелы с подсветкой в виде раскрытых книг рядом со входом на территорию. Ваганьково, наряду с Троекуровским и Новодевичьим кладбищами, вошло в пилотный проект по установке бесплатной сети Wi-Fi, а в 2017 году мэрия Москвы отобрала 20 кладбищ, на которых планируется замена пешеходных дорожек.
В 2019 году на территории кладбища было организовано экскурсионное бюро — знаковые захоронения отныне можно посетить в сопровождении историков и краеведов.

## Могилы известных людей
Среди популярных захоронений, включенных в экскурсию по кладбищу, — могилы Сергея Есенина, Владимира Высоцкого, журналиста Влада Листьева, кенотаф Соньки-Золотой Ручки. На кладбище также похоронены погибшие при захвате театра актёры мюзикла «Норд-Ост» — Арсений Куриленко (13 лет) и Кристина Курбатова (12 лет).
Захоронение многих футболистов на центральных аллеях обусловлено симпатией к футболу Юрия Чапчука, директора Ваганьковского кладбища 1980-х — 1990-х годов.

## Скульптура некрополя
Ваганьковское кладбище является менее репрезентативным по сравнению с Новодевичьим, на нём редко представлены полномасштабные монументы в размер обычных городских, здесь много портретных вариантов — бюсты, барельефы.
- надгробие Н. Э. Баумана (59 уч., скульптор Ф. Лехт)
- надгробие В. Высоцкого (1 уч., скульптор А. Рукавишников)
- надгробие С. Есенина (17 уч., скульптор А. Бичуков)
- надгробие А. Миронова (40 уч., скульптор Ю. Орехов)
- надгробие И. Талькова (скульптор В. Клыков), монументальный православный крест на могиле представляет собой и несущий эмоциональный текст памятник-скрижаль
- надгробие Л. Гуськова (уч. 43, скульптор С. Т. Конёнков)[61]
- надгробие Л. Енгибарова (уч. 2, скульптор Г. Распопов)[62]
- надгробие Ю. Завадского (уч. 15, скульптор П. Шимес)
- надгробие А. Солоницына (уч. 37, скульптор А. А. Быстров)
- надгробие Л. Яшина (уч. 25, скульптор В. Клыков)[63]

- Могила революционера Николая Баумана
- Надгробие Есенина
- Надгробие Миронова
- Могила Талькова
- Надгробие Енгибарова
- Могида Завадского
- Надгробие Яшина